# Gonomyia (Gonomyia) fulvipennis
Gonomyia (Gonomyia) fulvipennis is een tweevleugelige uit de familie steltmuggen (Limoniidae). De soort komt voor in het Oriëntaals gebied.